# Zeki Önatlı
Zeki Önatlı (ur. 30 października 1968 w Manisie) – turecki piłkarz grający na pozycji pomocnika, reprezentant Turcji.
Jako junior grał w Bursaspor i Bergamaspor. Profesjonalną karierę piłkarską rozpoczynał w tureckim klubie Beşiktaş JK. Następnie występował w Kocaelispor i İstanbulspor.
Występował w kadrze narodowej seniorów, rozegrał w niej 5 spotkań.

## Sukcesy
- Beşiktaş JK
  - Süper Lig: 1989–90, 1990–91, 1991–92
  - Puchar Turcji: 1988–89, 1989–90
  - Superpuchar Turcji: 1988-89, 1991–92
  - Chancellor Cup: 1987–88
  - TSYD Cup: 1988, 1990, 1991